# Fuente de Piedra
Fuente de Piedra es un municipio español de la provincia de Málaga, en la comunidad autónoma de Andalucía. Está situado al norte de provincia, en la comarca de Antequera y el partido judicial homónimo. Tiene 90,60 km² de superficie. Cuenta con una población de 2958 habitantes (INE 2024).

## Geografía
Integrado en la comarca de Antequera, se sitúa a 75 kilómetros de la capital provincial. El término municipal está atravesado por la autovía A-92, entre los pK 128 y 133, y por carreteras locales que permiten la comunicación con Humilladero y Sierra de Yeguas. 
| Noroeste: La Roda de Andalucía (Sevilla) | Norte: La Roda de Andalucía (Sevilla) | Nordeste: Humilladero |
| Oeste: Sierra de Yeguas                  |                                       | Este: Humilladero     |
| Suroeste: Antequera                      | Sur: Antequera                        | Sureste: Antequera    |

Su paisaje, de relieve muy suave y cubierto de campos de olivos y cereal, está dominado por la Reserva Natural Laguna de Fuente de Piedra, de interés ecológico por la importante colonia de flamencos que alberga. La altitud oscila entre los 628 metros al este (pico Pollo), en la sierra de Humilladero, y los 430 metros, a orillas de la laguna de Fuente de Piedra. El pueblo se alza a 448 metros sobre el nivel del mar. 

## Historia
La presencia de la laguna determinó el asentamiento de pobladores en la zona ya en épocas prehistóricas. De acuerdo con los restos encontrados, parece ser que el hombre ya estuvo aquí en el solutrense y desde entonces permaneció en estas tierras de forma continuada hasta la llegada de los íberos. Estos se constituyeron en cultura autóctona y mantuvieron relaciones comerciales con fenicios y cartagineses.
Ocupado el lugar por los romanos en el siglo III a. C. recibió el nombre de Fons Divinus -Fuente Divina- en reconocimiento a las propiedades medicinales de las aguas de su fuente. La proliferación de yacimientos marcan la importancia de la zona durante el Alto y Bajo Imperio.
En 1461, don Rodrigo Ponce de León, Señor de Marchena, y Luis de Pernía, capitán de la guarnición de Osuna, toman posesión del lugar tras la batalla del Madroño y expulsan a los moros que lo habitaban. De este modo quedó abandonada hasta 1547 en que Antequera decide crear un arrabal para alojar a los enfermos renales, que en gran número se trasladaban a tomar aguas de su fuente.
La importancia de estas aguas contribuyó a un apogeo comercial de la zona, ya que se llegaban a exportar al Nuevo Mundo y al reino de Nápoles. Después de la prosperidad de los siglos XVI y XVII. El siglo XVIII y hasta principios del siglo XIX fueron de crisis, ya que las continuas sequías de la Laguna Salada favorecieron la expansión de epidemias que causaron estragos en la población y mala fama del lugar. Entonces, el motivo de la epidemia se achacó a los vapores que exhalaban las aguas estancadas de la fuente por falta de corriente. En 1959 se decidió enterrarla. Desde 1983 se intentó recuperar, consiguiéndose años más tarde, pasando a constituir el símbolo del municipio.

## El cuerpo del papa San Clemente de Roma
Desde el siglo XIX se conservó en Fuente de Piedra lo que se pensaba era el cuerpo del papa san Clemente de Roma, martirizado en el año 101 en tiempos del emperador Trajano. En realidad no era todo el cuerpo, sino una parte importante de las reliquias del Santo, junto con un vaso con su sangre, pero que al estar recubiertas por una figura de cera policromada que representaba al mártir y revestida ésta con ropas pontificales, se creyó que era el cuerpo entero.
Estas reliquias fueron donadas por el papa Pío VI a la Casa nobiliaria de los Marqueses de Fuente de Piedra, tal y como se refleja en un documento que data de 1776. A su llegada desde Roma por medio de un fraile agustino, estuvieron durante casi un siglo expuestas en la iglesia del convento de San Agustín de la ciudad de Antequera, y después trasladadas al municipio de Fuente de Piedra.
Sin embargo, en el decenio de 1980, aprovechando unas obras de remodelación, cinco habitantes de la población decidieron, por cuenta propia, enterrar las reliquias (junto con el cuerpo-relicario de cera que lo recubría, las ropas pontificales con las que estaba revestido y algunos documentos guardados en la urna del santo) bajo una fuente a la entrada de la iglesia. Allí siguen sepultadas las reliquias en la actualidad.
A fecha de hoy no faltan velas a los pies de la fuente por parte de los devotos. Con todo, se conservan las bulas de Roma que autentifican las reliquias y otros grabados relacionados con ellas, por ser propiedad del Marquesado y estar guardados estos documentos en el archivo familiar.
La tumba de san Clemente en Fuente de Piedra, junto con el sepulcro de san Pío I en la capilla de San Eufrasio de la Catedral de Jaén, serían los dos únicos casos en que dos papas de Roma se encuentran enterrados en España.

## Geografía humana

### Demografía
Cuenta con una población de 2958 habitantes (INE 2024).
| Gráfica de evolución demográfica de Fuente de Piedra entre 1842 y 2021                                                |
| |
| Población de derecho según los censos de población del INE. Población de hecho según los censos de población del INE. |

### Economía

#### Evolución de la deuda viva municipal
| Gráfica de evolución de Deuda viva del Ayuntamiento de Fuente de Piedra entre 2008 y 2019                                |
| |
| Deuda viva del Ayuntamiento de Fuente de Piedra en miles de Euros según datos del Ministerio de Hacienda y Ad. Públicas. |

### Transporte y comunicaciones
Fuente de Piedra se encuentra en el centro geográfico de Andalucía y está a menos de dos horas de las grandes capitales de provincia. Desde la A-92 podemos llegar a Málaga en una hora, a Sevilla en una hora y cuarto, a Granada en poco más de una y a Córdoba en hora y media. Antiguamente también disponía de diversas conexiones ferroviarias a través de la estación de Fuente de Piedra.

## Gastronomía
La gastronomía de Fuente de Piedra viene dada por los productos recolectados en sus tierras como pueden ser el aceite de oliva y la harina. Entre sus platos más típicos figuran el gazpacho (muy saboreado en verano), la porra antequerana y las migas.
- Gazpacho: es uno de los platos más degustados en verano. Se elabora con productos 100% naturales como pueden ser tomate, pimiento, ajo, aceite de oliva...
- Porra; junto con el gazpacho los platos más degustados en verano. Igual que el anterior también se elabora con productos naturales como son pan, pimiento, tomate, aceite de oliva.... Este plato se acompaña de jamón, huevo duro, atún y tomate crudo.
- Migas. Las migas se elaboran con pan, agua y se acompañan de uvas, melón, sandía y otros productos del campo.